# John McLendon
John B. McLendon Jr. (* 5. April 1915 in Hiawatha, Kansas; † 8. Oktober 1999 in Cleveland Heights, Ohio) war ein US-amerikanischer Basketballtrainer, -funktionär, Pädagoge und Bürgerrechtsaktivist. Er war James Naismiths letzter Schüler an der University of Kansas und der erste Afroamerikaner, der dort einen Abschluss in Sporterziehung machte. Er war der erste Afroamerikaner, der nach der Integration der National Association of Intercollegiate Athletics (NAIA), deren Titel dreimal in Folge gewann, der erste schwarze Head Coach eines Amateur-Athletic-Union-Meisters, der erste schwarze Head Coach eines professionellen Integrationsteams, der erste schwarze Head Coach an einer vorherrschend weißen Universität und der erste afroamerikanische Trainer einer Olympiamannschaft.
McLendon brachte den Direktor der Athletikabteilung Phog Allen dazu, die Rassentrennung im Schwimmbecken der University of Kansas in Kansas City (Kansas) zu beenden, sorgte auf Anraten Chuck Taylors für die Abschaffung der Rassentrennung in den Hotels am Rande des NAIA-Turniers in Kansas City (Missouri) und wurde in jüngerer Vergangenheit bekannt als einer der Organisatoren des Secret Game im Jahre 1944.
McLendon setzte die spielphilosophischen Betrachtungen seines Lehrers zum totalen Basketball mit der Einführung des Fast-Breaks, der Ganzfeldpresse und der Vier-Ecken-Offensive (von ihm lediglich Zwei-Ecken-Offensive genannt) um. Diese Innovationen machten ihn zu nichts geringerem als den Begründer des modernen Basketballs.
John McLendon wurde als bislang einziges Mitglied sowohl als Förderer wie auch als Coach in die Naismith Memorial Basketball Hall of Fame aufgenommen. Die Aufnahme 1979 als Förderer empfanden manche als Kränkung, andere als Affront. 2016 folgte schließlich die Aufnahme als Coach. Die Meistermannschaften der Tennessee State Tigers von 1957 bis 1959 wurden 2019 in die Naismith Memorial Basketball Hall of Fame aufgenommen, womit McLendon neben Lenny Wilkens zum bis dahin einzigen dreifachen Mitglied der Ruhmeshalle geworden war.

## Biographie
McLendon war Sohn eines afroamerikanischen Vaters, John Blanche McLendon Sr., und einer Mutter aus der Nation der Delawaren, Effie Kathryn Hunn. McLendons Großeltern von des Vaters Seite gehörten einem Bruderpaar in Georgia, den McLendons aus Edinburgh. Sein Vater wurde 1882 in North Carolina geboren und wanderte 1905 nach Oklahoma und 1913 nach Kansas aus, während die Familie seiner Mutter 1879 auf der Flucht vor der Reconstruction aus Kentucky mit den von Benjamin „Pap“ Singleton angeführten Exodusters nach Kansas eingewandert war. McLendons Eltern trafen sich an der Washburn University in Topeka und heirateten im selben Jahr.
McLendon war das zweite von vier Kindern. Seine Mutter starb 1918 an der Spanischen Grippe, so dass die junge Familie bis zur erneuten Heirat seines Vaters zerrissen werden musste. Seine ältere Schwester Anita traf McLendon etwa erst nach vierzig Jahren wieder.
McLendons Liebesgeschichte mit dem Basketball begann in der sechsten Klasse. Gegen den Willen seiner Stiefmutter traf er damals den Entschluss, Basketballcoach zu werden. Als Spieler war er hingegen nach eigener Aussage ungeeignet. Seinen einzigen Varsity Letter an der High School errang der begabte Schwimmer und Boxer in Gymnastik. Seine Bankzeiten nutzte er aber, um den Coaches auf die Finger zu gucken. Seine Mutter akzeptierte seinen Wunsch schließlich, jedoch nicht, ohne Bedingungen zu stellen, die er nur allzu begeistert akzeptierte. Um sein Ziel zu erreichen, musste er die Zu-Bett-Geh-Zeit strikt einhalten, auf starke Getränke wie Kaffee und Tee verzichten, ohne Kissen schlafen (weil das angeblich der Körperhaltung schädlich wäre) und sich verpflichten, den Gottesdienst regelmäßig zu besuchen.

## Studium
McLendons sehnlichster Wunsch war es, sich am Springfield College in Massachusetts einzuschreiben, jener Schule für christliche Arbeiter, an der das Basketballspiel einst erfunden worden war, doch dafür hatte die Familie im Zeitalter der Depression kein Geld. Als glückliche Fügung erwies sich die Tatsache, dass Dr. James Naismith nur 70 km entfernt an der University of Kansas in Lawrence lehrte, wie sein Vater herausgefunden hatte. Der Staat Kansas hatte für Naismith persönlich eine spezielle Verordnung erlassen, die es ihm erlaubte, so lange zu lehren, wie es ihm beliebte.
McLendon war eingeschüchtert von der Aussicht, 1933 als erster afroamerikanischer Student an der Fakultät Sporterziehung zu studieren. Obwohl im Erziehungswesen von Kansas mit Ausnahme von Kansas City ein Integrationsgebot bestand, hatte McLendon dortselbst eine rein afroamerikanische High School besucht. Sein Vater erklärte ihm aber, als Steuerzahler hätte er dieselben Rechte wie jeder andere auch und er solle Naismith persönlich aufsuchen. Gern erzählte McLendon (und die Familie Naismith ebenso) von seiner ersten Begegnung mit Dr. Naismith, von der eine herzerwärmende Anekdote überliefert ist.
Beide freundeten sich trotz eines Altersunterschiedes von mehr als fünfzig Jahren an, und Naismith ganzheitlicher Ansatz, den er beim YMCA in Springfield von Luther Gulick erlernt hatte, sollte McLendon zutiefst prägen. Naismith war Philosoph und Theologe, setzte auf moralische Werterziehung und Persönlichkeitsentwicklung durch Sport und sah in Menschen unabhängig von Glauben und Vermögen nur reines Potenzial und keinerlei Beschränkungen. Er war Experte in Sporterziehung, Bewegungswissenschaft, Anatomie, Physiotherapie, Physiologie, Psychologie und Soziologie und sah im Sport modellhafte Lebenslektionen. Er war dabei offen für jede Fragestellung und führte durch das eigene Vorbild. Dabei war Naismith nicht weltfremd. Den rassistischen Druck, der auch in Kansas spürbar war, wollte er für McLendon nicht nur lindern, sondern bekämpfen, wo es möglich war.
Naismith bestärkte McLendon in seinem Wunsch, Basketball-Coach zu werden und verhalf ihm 1936 nach seinem Abschluss zu einem Stipendium für einen Master-Abschluss an der University of Iowa. McLendons Forschungsthema während seines Master-Jahres war die Erforschung etwaiger anatomischer Unterschiede zwischen den Rassen.

## Karrierebeginn am North Carolina College
1937 wurde McLendon als Assistent des Direktors der Körperertüchtigung an das North Carolina College for Negroes (heute North Carolina Central University) in Durham gerufen. North Carolina war einst die Heimat seines Vaters gewesen, die dieser 32 Jahre zuvor verlassen hatte und ein Jim-Crow-Staat mit einem institutionellen Rassismus, der jenen in Kansas noch übertraf. 1940 wurde McLendon Head Coach der Eagles.
Coach McLendon erwartete mehr als nur eiserne Disziplin und überlegene Kondition von seinen Spielern. Sie mussten außerdem eine Kirche ihrer Wahl besuchen, ihre Kurse bestehen und für die Schule lernen und jederzeit als Gentlemen auftreten, Flüche waren beim Training verboten. McLendon bevorzugte niemanden, war fair und führte durch seine eigene Integrität wie bereits Dr. Naismith. Die beispiellose Loyalität nahezu aller seiner Spieler ihm gegenüber überdauerte Jahrzehnte. Um beispielsweise bereits über die Feiertage lange vor Beginn der Saison an der Kondition seiner Spieler arbeiten zu können, renovierte er mit ihnen zusammen die Turnhalle, um dem College Geld zu sparen und so die Unterbringungskosten für seine Spieler aufzubringen.
Die Eagles spielten in der Colored Intercollegiate Athletic Association (CIAA), die seit 1950 Central Intercollegiate Athletic Association heißt und heute auf dem Division-2-Level der National Collegiate Athletic Association (NCAA) existiert. Sie besteht auch heute fast ausschließlich aus Historisch schwarzen Colleges und Universitäten.
Spiele gegen weiße Teams waren im Süden damals unmöglich. McLendon forderte deswegen mehrere Colleges heraus, in Washington D.C. gegen die Eagles zu spielen. Lediglich das Brooklyn College sagte zu. Zu diesem Spiel lud er First Lady Eleanor Roosevelt ein, die sich voller Sympathie für die Sache durch Innenminister Harold Ickes vertreten lassen musste.
McLendon suchte das Kräftemessen, um Selbstvertrauen in seinen Spielern zu wecken. Ohne den direkten Vergleich hätten diese nicht wissen können, ob es wirklich „echter“ Basketball war, den sie spielten. Und obwohl Rudolph „Rocky“ Roberson im Februar 1943 Hank Luisettis Rekord von fünfzig Punkten in einem Spiel um acht übertraf, wurde der Zweifel an der Konkurrenzfähigkeit schwarzer Spieler von vielen in der schwarzen Gemeinschaft geteilt.
Die Erfolge von McLendons Team sprachen sich schnell herum und der Coach wurde öfters zur benachbarten Duke University eingeladen. Da er sich aber als Kellner hätte verkleiden müssen, lehnte er die Einladungen deshalb ab. Neben den Blue Devils in Durham gab es aber ein weiteres, möglicherweise besseres Team innerhalb der Campusmauern (intramural): Ein Dienstbasketball-Team ehemaliger Collegespieler an der Duke Medical School, die Ärzte des Heeres und der Marine ausbildete. Dieses Team hatte einen Zeitungsartikel lanciert, in dem sie sich zu State-Champions ausriefen ließen, während das North Carolina College soeben ein als Negro National Championship beworbenes Spiel im Renaissance Ballroom von Harlem gegen die Lincoln University of Pennsylvania verloren hatte. Spieler beider Teams aus Durham trafen sich verbotenerweise in Durhams YMCA und forderten sich irgendwann zu einem Spiel mit Spieluhr und Schiedsrichter heraus, das seit den 90er Jahren als Secret Game bekannt wurde.
In einem Klima, in dem Busfahrer bewaffnet waren und ein uniformierter schwarzer G.I. in Kriegszeiten erschossen werden konnte, weil er an falscher Stelle Platz genommen hatte – die Jury beschloss den Freispruch des Fahrers nach einer 28-minütigen Beratung— fand das Secret Game am 12. März 1944 sonntagmorgens während des Gottesdienstes statt. McLendon ließ seine Kinder, die noch nie einen Weißen berührt und nur selten gesehen hatten, die Hände des gegnerischen Spielertrainers Jack Burgess schütteln. Man vereinbarte Stillschweigen über das Spiel, ein anwesender Reporter der schwarzen Presse wurde auf diesen Pakt eingeschworen und weder die Polizei noch die Öffentlichkeit erfuhr je von dem Spiel hinter verschlossenen Türen. Die Eagles gewannen das Spiel 88—44. Hernach wurde durchgetauscht, ein weiteres Spiel gespielt und bei Sandwiches und Erfrischungen geplaudert.
McLendon gewann in zwölf Jahren am North Carolina College in Durham acht CIAA-Meisterschaften. 1946 beschloss er mit vier weiteren Coaches die Gründung des CIAA-Meisterschaftsturniers, um die Saison würdig zu beschließen und das gesamte Talent der CIAA-Conference vor Publikum und Talentscouts an einem Ort präsentieren zu können. Es fand in der Turner Arena in Washington D.C. statt und später ab 1949 in der größeren Uline Arena des NBA-Teams der Washington Capitols. Ein Jahr später nahm Besitzer Mike Uline Eagle Harold Hunter und Earl Lloyd von der West Virginia State unter Vertrag. McLendon hatte beide auf die Tryouts eingestellt, doch nur Lloyd schaffte es schlussendlich in die Mannschaft.
Mit Trumans Präsidialerlass Executive Order 9981 zur Abschaffung der Rassentrennung im Militär, die freilich erst nach dem Korea-Krieg vollständig umgesetzt werden konnte, war es McLendon 1949 möglich, das erste öffentliche Spiel in den ehemaligen Südstaaten zwischen zwei Teams unterschiedlicher Hautfarbe spielen zu lassen, zwischen den Eagles und einem Dienstbasketball-Team der Marine-Infanterie aus Camp LeJeune.
Ein anderes Gesetz von 1950 machte McLendon mehr zu schaffen: Geld des Staates durfte nicht länger für die athletischen Programme eingesetzt werden und der neue Präsident des North Carolina College erklärte 1952, dass sämtliche Sportstipendien ersatzlos gestrichen würden. McLendon nahm als Sportdirektor daraufhin seinen Hut und ging für zwei Jahre als Coach der Pirates an das Hampton Institute in Virginia (heute Hampton University). Seine Siegesquote lag in Durham bei 81,2 % und in Hampton bei 70 %. Hall of Famer Sam Jones, der nur in seinem Freshman-Jahr für Coach McLendon gespielt hatte, entschuldigte sich in der Folge für jeden Punkt, den er mit den Eagles gegen seinen alten Coach erzielte.

## Integration der NAIA
Nach Dr. Naismiths Rückkehr von den Olympischen Spielen in Berlin wuchs in ihm der Wunsch nach der Konzentration der besten Teams in einem Basketballturnier. Nach dem Wegzug des Amateur-Athletic-Union-Turniers nach Denver gründete er deswegen 1937 mit Emil Liston und anderen Bürgern der Schwesterstädte am Missouri den Vorläufer des NAIA-Turniers in Kansas City, Missouri. Es war gedacht für kleinere Colleges, die keinen Platz in der National Collegiate Athletic Association (NCAA) fanden, war jedoch nicht regional begrenzt, sondern ein nationales Turnier.
College-Basketball war seit Beginn der 30er Jahre ein lukrativer Dauerbrenner im Madison Square Garden gewesen und so entstand 1938 das National Invitation Tournament (NIT), das dortselbst ausgetragen wurde und das bis in die 70er Jahre das wichtigste College-Einladungsturnier bleiben sollte. Erst 1939 folgte das NCAA-Basketballturnier auf Anregung der National Association of Basketball Coaches (NABC), sowie das World Professional Basketball Tournament für Profiteams, in dem schwarze wie weiße Teams spielten und ab 1942 auch immer wieder Integrationsteams. 1940 wurde auf dem Fundament des von Naismith gegründeten National College Basketball Tournament-Komitees schließlich die National Association for Intercollegiate Basketball (NAIB) gegründet.
College-Basketball war im Norden der USA mit Ausnahme von Indiana und Süd-Illinois, den einzigen Nordstaaten mit De iure-Rassentrennung, mehr oder weniger integriert und konnte wegen des regionalen District-Spielbetriebes nicht gegen die Bestimmungen in den Südstaaten verstoßen. In Missouri, dem Austragungsort des NAIB-Turniers, waren integrierte Teams hingegen nicht möglich. Erst 1948 wurden auf Intervention des US-Olympischen Komitees schwarze Spieler zugelassen. Der erste Spieler war Clarence Walker aus John Woodens Indiana State-Team, der jedoch nicht im selben Hotel wie seine Teamkameraden untergebracht werden konnte. Wooden wollte aus diesem Grund die Einladung wie schon 1947 ablehnen, wurde aber von der National Association for the Advancement of Colored People (NAACP) gebeten, trotzdem anzutreten und Walker das Turnier integrieren zu lassen. Im selben Jahr gründete McLendon mit acht weiteren Coaches das National Basketball Committee, um die Colored Conferences mit Unterstützung der National Association of Basketball Coaches (NABC) zu vertreten. Ziel war es, Historisch schwarzen Colleges und Universitäten die Teilnahme an Playoffs und Turnieren der NCAA zu ermöglichen. Die NCAA empfand sich jedoch als zu groß und zu gut für die Historisch schwarzen Colleges und Universitäten. Selbst in den 70er Jahren waren nach Zulassung schwarzer Colleges in den 60er Jahren noch alle schwarzen Colleges unabhängig von ihrer Größe Division 2-Mitglieder.
Nach bestenfalls gemischt zu nennenden Signalen der NCAA wurde 1951 das National Athletic Steering Committee (NASC) durch 21 Repräsentanten schwarzer Colleges im YMCA Chicago gegründet. Seine Aufgabe war es, Diskriminierung und Rassentrennung im College-Basketball zu untersuchen und Änderungsstrategien zu finden. Ziel war es, ein Team in einem der College-Meisterschaftsturniere zu platzieren. Alva Duer, Geschäftsführer der NAIB seit 1949, unterstützte das NASC und konnte NASC-Geschäftsführer Mack Greene am 12. März 1952 informieren, dass das Präsidium der NAIB auf seiner Sitzung beschlossen hatte, dass die National Association of Intercollegiate Athletics (NAIA), die Nachfolgeorganisation der NAIB für den gesamten College-Sport, das NASC-Turnier des nächsten Jahres unter seine Fittiche nehmen wolle, und der Sieger spielberechtigt beim NAIA-Turnier wäre, während das Central State College auf Grund seiner Lage in jenem NASC-Turnier nicht spielberechtigt wäre, sondern in den Ohio District-Playoffs zusammen mit dessen weißen Teams.

## Tennessee State A&I University und Hotelintegration
Präsident und Sportdirektor des Tennessee Agricultural & Industrial State College (heute: Tennessee State University), des größten und staatlich finanzierten Historisch schwarzen Colleges, traten im Sommer 1954 an John McLendon heran. Er hatte in Tennessee mit Rückendeckung des Gouverneurs die Gelegenheit, nicht nur die besten Spieler rekrutieren zu können, sondern auch die begonnene Integration des College-Basketballs fortzuführen. Journalist Sam Lacy, wie McLendon halb afroamerikanisch, halb eingeboren amerikanisch, witterte bei McLendons Rekrutierung bereits den Versuch, ein akademisches Sport-Imperium aufzubauen und mehrere olympische Leichtathletikgoldmedaillen, insbesondere der Damenriege der Tiger Belles, sollten ihm in den folgenden Jahrzehnten Recht geben.
Bereits 1954 wurden die Tigers zum Tip-off-Turnier der NAIA kurz vor Weihnachten eingeladen. McLendon entsann sich einer Warnung Chuck Taylors, dass die Rassentrennung in den Hotels und Restaurants negative psychologische Auswirkungen auf seine Spieler haben könnte und sagte nur unter der Bedingung zu, dass ihm der Aufenthalt in einem Innenstadt-Hotel gewährt würde. Hall of Famer Alva Duer, der bereits vorher dafür gesorgt hatte, dass schwarze Colleges in denselben Restaurants wie die anderen Colleges speisen durften, war der Sache gegenüber aufgeschlossen. Mit Hilfe und Rückendeckung der kleinen Handelskammer von Kansas City und des geschäftsführenden Vorstandes der NAIA fand er ein Hotel nahe dem Spielort. Bis auf zwei kündigten in jenem Hotel aus Protest alle Zimmermädchen, weswegen Coach McLendon seine Spieler anwies, diesen beiden bei der Reinigung ihrer Zimmer zu helfen. Die Integration war dennoch ein Erfolg und das Turnier wurde gewonnen.
Am Ende der Saison errang mit East Texas State 1955 ein Historisch schwarzes College die Meisterschaft. Im nächsten Jahr wurde der Distrikt der Historisch schwarzen Colleges und Universitäten halbiert und an die Größe anderer Distrikte angepasst. Im selben Jahr traten deswegen sogar drei schwarze Colleges an, darunter Tennessee A&I. 1956 fand auch Tennessees erstes Integrationsturnier statt. Der Gouverneur genehmigte es dem Vernehmen nach unter der Bedingung, dass weiße bzw. integrierte Teams von jenseits der Staatsgrenzen Tennessees zu kommen hätten. Geheime Intra-State—Trainingsspiele gegen weiße Colleges fanden im Stil des Secret Game natürlich dennoch statt und weiße Besucher bei Tigers-Spielen wurden über kurz oder lang zur Normalität.
1957 besiegten McLendons Tigers auf dem Weg zum NAIA-Meisterschaftsturnier im District-Finale das Winston-Salem Teacher's College (heute: Winston-Salem State University), das von McLendons Freund und Hall of Famer Clarence Gaines gecoacht wurde. Beide hatten sich zwölf Jahre zuvor kennengelernt und waren viele Jahre sogar gemeinsam auf Rekrutierungsreisen gegangen zu einer Zeit, als Reisen für Afroamerikaner nicht ungefährlich war. Sie teilten einen Wagen, um Spritkosten zu sparen, wie McLendon glaubte, tatsächlich aber, weil Gaines von McLendons unvoreingenommener Lehre, seinem Basketballwissen und seiner Coaching-Philosophie profitieren wollte. Beide hatten den Mittleren Westen untereinander aufgeteilt und konkurrierten niemals um denselben Spieler.
Coach McLendon hatte für die Saison 1956/57 die späteren NBA-Spieler Joseph Buckhalter (außerdem ein Harlem Globetrotter), John Barnhill und Dick Barnett rekrutieren können. Mit ihnen, Ron Hamilton, James Satterwhite und später Ben Warley und Porter Meriwether (ebenfalls spätere NBA-Spieler) hatte er für die nächsten Jahre eine stabile Starting Five. Wobei Barnett beinahe die Mannschaft hätte verlassen müssen. Er hatte zwar eine Trainingsdisziplin wie Kobe Bryant inklusive Schattenspielen mit improvisiertem Dialog, glaubte aber, sich wegen seiner Leistungen Freiheiten herausnehmen zu dürfen. Die Konfrontation zwischen Barnett und Coach McLendon war heftig und musste von Dritten geschlichtet werden. Später ging Barnett für seinen Coach durchs Feuer.
Für beide sollten danach außergewöhnlich erfolgreiche Zeiten anbrechen. McLendon gewann 1958 den Coach of the Year Award der NAIA und Barnett 1958 und 1959 den Chuck Taylor Most Valuable Player Award. Im selben Zeitraum gelang den Tigers von 1957 bis 1959 die historische Leistung, drei NAIA-Meisterschaften hintereinander zu gewinnen. Lediglich das Kentucky State College konnte dieses Kunststück bisher zwischen 1970 und 1972 – dem letzten Jahr als „College“ und dem letzten Jahr in der NAIA – wiederholen. Experten mutmaßten, dass Tennessee A&I in diesen Jahren auch die Finalisten der großen Colleges hätte schlagen können. Die Meisterteams von 1957 bis 1959 wurden 2019 in die Naismith Memorial Basketball Hall of Fame aufgenommen.

## Cleveland Pipers
Mit einer Siegesquote von insgesamt über 80 % (88,2 % bei 149:20 Siegen in Tennessee) lediglich hinter Adolph Rupp von der University of Kentucky liegend, bekam McLendon das Angebot, das postakademische National Industrial Basketball League-Team (NIBL) der Cleveland Pipers zu coachen. Und obwohl er als Pädagoge eher im College-Basketball zu Hause war, wusste er, dass er diese höchste einem afroamerikanischen Coach angebotene Position annehmen musste, um den eingeschlagenen Weg der Integration fortzuführen.
Die NIBL gehörte der AAU an und gab neun Werksteams Heimat, deren Spielstärke ungefähr mit dem Mittelfeld der NBA vergleichbar war. Dazu kam, dass die NIBL als Zwischenschritt zwischen College- und Profi-Basketball angesehen wurde und als Talentpool des US-olympischen Basketball-Teams fungierte. Das erste Jahr endete mit einer ausgeglichenen Bilanz, was einem neuen Team in seiner ersten Saison so gut wie nie gelingt. Außerdem besiegten die Pipers das von Pete Newell gecoachte Olympiateam von 1960, das immerhin Mitglied der Naismith Memorial Basketball Hall of Fame werden sollte und besetzt war mit Hochkarätern wie Oscar Robertson, Jerry West, Jerry Lucas, Walt Bellamy und Terry Dischinger. Ein Erfolg – der historisch einzige eines Amateur-Teams gegen das Team USA – den die nationale Presse jedoch lediglich in den Ergebnisspalten veröffentlichte. Unglücklicherweise verkaufte Ed Sweeney die Pipers an ein Konsortium aus 16 lokalen Besitzern, dessen Präsident der spätere Besitzer der New York Yankees George Steinbrenner III sein sollte.
Die zweite Saison endete mit dem NIBL-Titel und einem Auftritt beim AAU-Meisterschaftsturnier in Denver. 28 Teams kämpften eine Woche lang um die Meisterschaft und die Cleveland Pipers besiegten die Denver Truckers vor einem Heimpublikum im Finale.
Nach zwei Spielzeiten in der NIBL mit sinkenden Zuschauerzahlen ergriff Präsident Steinbrenner die Gelegenheit, ein von acht Franchises der von Abe Saperstein gegründeten American Basketball League zu erwerben, da auch Double-Header mit Sapersteins zugkräftigen Harlem Globetrotters versprochen wurden. Steinbrenner wollte McLendon loswerden, wurde auf Druck von Fans und Presse jedoch vom gesamten Vorstand überstimmt und so wurde McLendon der erste afroamerikanische Head Coach eines professionellen Integrationsteams und konnte sogar seinen früheren Spieler Dick Barnett von den Syracuse Nationals verpflichten.
Ähnlich der originalen American Basketball League, kämpften in der ABL von 1961 die Meister zweier Halbserien um die Saisonmeisterschaft. Die Cleveland Pipers konnten sich den Divisionstitel der ersten Halbserie sichern, verloren in den Meisterschaftsfinals aber gegen Kansas City und Steinbrenner entwickelte sich zu einem ernsten Problem. Er unterminierte McLendons Position, kaufte ohne Rücksprache Spieler nach Renommé ein und verkaufte sogar einmal einen Spieler in der Halbzeitpause an das gegnerische Team, um ihn in der zweiten Halbzeit für jenes Team auflaufen zu lassen. Nachdem er Spielergehälter einfror, kündigte Coach McLendon und aus Solidarität mit ihm Captain Jack Adams. Auf Druck der lokalen Presse wurde McLendon als Vizepräsident wiedereingestellt. Nach der zweiten Hälfte der Saison und dem Gewinn der Meisterschaft übergab der Geschäftsführer an Stelle von Coach Bill Sharman zuerst McLendon den Meisterpokal. Die ABL überlebte ihre zweite Saison nicht und Steinbrenner gelang es nicht, ein NBA-Franchise zu erwerben.

## US Olympic Committee und zurück zur Schule
Bereits nach dem Gewinn der AAU-Meisterschaft wurde Coach McLendon im Auftrag der AAU für acht Spiele mit den Pipers gegen das A- und B-Team der Sowjetunion in die UdSSR geschickt, an deren Rande er Basketball-Kliniken abhielt. Nach dem Ende der Pipers entsandte ihn das Außenministerium im Rahmen eines Kulturaustausches als Basketballlehrer für ein halbes Jahr nach Malaya (heute: Malaysia) und nach Indonesien. 1965 wurde McLendon in die Präsidien der NAIA und der AAU gewählt. Er erarbeitete in enger Abstimmung mit dem Außenministerium an der Entwicklung von Austauschprogrammen und coachte zwischen 1964 und 1967 das Team USA bei Überseeturnieren. Er beriet außerdem die Verbände der Bahamas und der Jungferninseln.
Ein entscheidender Streitpunkt in den Auseinandersetzungen zwischen NCAA und NAIA war immer die Olympiarepräsentation der NAIA. Das Olympische Komitee gewährte 1964 der NCAA drei, der AAU und dem Militär zwei, sowie der NAIA ein Team bei den olympischen Vorkämpfen. Als Coach der NAIA All-Stars gelang ihm im Spiel um den dritten Platz ein Sieg über eine der NCAA-Auswahlen, was dem NAIA—All-Star und späteren NBA-Spieler Lucious Jackson eine Olympiateilnahme einbringen sollte.
1968 arbeitete McLendon selbst bei den Olympischen Spielen als Chef-Scout und Assistenztrainer von Hank Iba in Mexiko.
Im Tagesgeschäft ging McLendon 1964 für zwei Jahre als Head Coach an das Kentucky State College (heute: Kentucky State University) und rekrutierte den ersten weißen Spieler für die Universität. Die Siegesquote der Thorobreds betrug 63,8 % bei 50—29 Siegen und brachte in beiden Jahren den Mid-Western Athletics Conference-Titel der NAIA ein.
Das Fenn College wurde 1966 in Cleveland State University umbenannt und war eine überwiegend weiße Universität. Mit der Umbenennung wurden die Foxes zu den Vikings und die Cleveland State lockte in ihrem ersten Jahr McLendon mit der Aussicht auf eine neue Halle und umfassende Investitionen. McLendon hatte gute Erinnerungen an Cleveland und es reizte ihn, ein Basketball-Programm aus dem Nichts zu erschaffen. Da viele Versprechungen unerfüllt blieben, hatte er aber Schwierigkeiten, Spieler an seine Universität zu bekommen und sie dort auch zu behalten, obwohl ihm immer noch viele High School Coaches ihre besten Spieler schickten. Die Siegesquote der in den ersten Jahren unabhängig spielenden Vikings betrug während McLendons Aufbauarbeit 39,8 % bei einer Bilanz von 27—42 Siegen, der bis dahin besten Bilanz der Hochschule und McLendon gelang mit den Vikings sein 500. Karrieresieg.

## Denver Rockets
1969 wurde McLendon, der mit den Cleveland Pipers sowohl den AAU- als auch den NIBL-Titel in Denver gewonnen hatte, Head Coach der Denver Rockets und damit der erste afroamerikanische Head Coach der American Basketball Association (ABA).
Wie bereits bei den Cleveland Pipers rächte sich McLendons vorbildliches Auftreten. Er hatte in seiner Karriere nicht ein einziges Mal ein technisches Foul erhalten und blieb am Spielfeldrand stets emotionslos, vertrat abseits des Feldes seine Werte aber in allen Belangen integer. Verbunden damit, dass im Profi-Basketball jedoch erwartet wird, dass ein Coach als Teil der Show Klappstühle umwirft und rumzetert, machte ihn das natürlich zur Zielscheibe. Fakt ist, dass McLendon Verletzungspech hatte und die Siegquote von 9:19 außer Acht lässt, dass 21 der 28 ersten Spiele Auswärtsspiele waren. McLendon war Pädagoge und Basketball war für ihn wie für Naismith eine Charakterschmiede, weswegen sein Platz wahrscheinlich eher im College-Basketball lag, auch wenn er im Profilager mehr als konkurrenzfähig war. Die Rockets beendeten die Saison jedenfalls auf dem ersten Platz und McLendons Nachfolger Joe Belmont gab unumwunden zu, dass dies allein McLendons Verdienst war.

## Botschafter des Basketball
Als Freund des Hall of Famers Chuck Taylor und des Vizepräsidenten der Converse Rubber Company Grady Lewis arbeitete Coach McLendon von 1969 bis 1989 als Markenbotschafter für Converse. Er musste dafür nach Chicago umziehen und sowohl seine Arbeit für Converse als auch für das US-Außenministerium führte ihn zu Kliniken in 58 Ländern auf allen Kontinenten außer Australien und der Antarktis. 1971 wurde er als einziger US-Amerikaner ins Welt-Basketball-Regelkomitee berufen. 1972 arbeitete er erneut als Scout und Assistent Hank Ibas und blieb Mitglied des US Olympic Committee bis zum Repräsentationsstreit von 1976.
1989 kehrte McLendon zurück nach Cleveland und schloss sich der Universität als Berater der Athletikabteilung an. Er erforschte nun die Rolle afroamerikanischer Athleten im Kampf gegen die Rassentrennung und engagierte sich in seinem Projekt „Museum und Hall of Fame Historisch schwarzer Colleges und Universitäten“.
Converse-Flaggschiff Julius Erving, den McLendon seinerzeit nach Cleveland hatte verpflichten wollen, wählte ihn 1992 zu seinem Coach beim Battle of the Legends gegen Kareem Abdul-Jabbar. Ende der 90er Jahre stellte Isiah Thomas Coach McLendon, den er zehnjährig in dessen Funktion als Berater der Chicago Public League Basketball Coaches Association kennengelernt hatte, in derselben Funktion bei den Toronto Raptors ein.
John McLendon starb am 8. Oktober 1999 an Bauchspeicheldrüsenkrebs.

## Ehrungen
Billy Packer, ein Sportkommentator für NBC und CBS bezeichnete 1991 John McLendon als einen der zehn wichtigsten Coaches der letzten hundert Jahre anlässlich des 100. Geburtstages des Basketballspiels.
Das Sports View Magazin ernannte Coach McLendon 1992 zum Coach des Jahrhunderts.
Ehrendoktorwürde
Neben zwei Alumni-Auszeichnungen erhielt McLendon drei Ehrendoktortitel.
- 1977 Ehrendoktorat der North Carolina Central University in Durham, NC[29]
- 1979 Ehrendoktorat des Jarvis Christian College in Hawkins, TX[28]
- 1992 Ehrendoktorat der Cleveland State University in Cleveland, OH

Ruhmeshallen
Teil der Kontroverse um die Art der Aufnahme Coach McLendons in die Naismith Memorial Basketball Hall of Fame war die Tatsache, dass die Hall of Fame Gedenkmünzen prägen ließ, aus denen hervorging, dass McLendon als Coach und nicht als Förderer (Contributor) Eingang in die Hall of Fame gefunden hätte. McLendon wünschte jedoch nicht, inoffiziell in einer Position geehrt zu werden, die er offiziell nicht erworben hatte. Er fürchtete, dass dies der Abwertung seiner Ehrung dienen könne und in seinem Ärger schwang auch die Enttäuschung mit, als dritterfolgreichster College-Trainer mit den viertmeisten Siegen zum Zeitpunkt seines Rücktritts neun Jahre für die Aufnahme in die Hall of Fame gebraucht zu haben.
Insgesamt war Coach McLendon vor seiner Aufnahme 1979 siebenmal nominiert worden. Von Roy Moore, dem Vorstand der Sportabteilung der Tennessee State University; von Richard Mack, dem Basketball Coach der Tennessee State University; von Clarence Gaines, dem Basketball Coach der Winston-Salem State University; von Charles D. Henry, dem Vizebevollmächtigten der Big Ten Conference; von Leroy T. Walker, dem Leichtathletiktrainer der North Carolina Central University und später erstem afroamerikanischen Präsidenten des Olympischen Komitees der USA; von Alva Duer, dem Geschäftsführer der NAIA und vom National Athletic Steering Committee (NASC) insgesamt.
John McLendon wurde in folgende Ruhmeshallen aufgenommen:
| - 1962 Helms Foundation Hall of Fame (Coaches Division), später: NAIA Hall of Fame - 1978 Central Intercollegiate Athletic Association Hall of Fame - 1979 Naismith Memorial Basketball Hall of Fame als Förderer - 1979 National Sports Hall of Fame - 1983 Tennessee State University Sports Hall of Fame - 1984 North Carolina Central University Alex Rivera Athletics Hall of Fame - 1986 Mid-Eastern Athletic Conference Hall of Fame - 1993 Tennessee Sports Hall of Fame - 1994 North Carolina Sports Hall of Fame | - 1998 Cleveland Sports Hall of Fame - 2003 Kentucky State University Thorobreds Athletics Hall of Fame - 2004 Kansas Sports Hall of Fame - 2007 Cleveland State Athletics Hall of Fame - 2007 National Collegiate Basketball Hall of Fame - 2009 Ohio Basketball Hall of Fame - 2016 Small College Basketball Hall of Fame - 2016 Naismith Memorial Basketball Hall of Fame als Coach - 2019 Naismith Memorial Basketball Hall of Fame mit den Tennessee Tigers von 1957–1959 |

Zwei Ruhmeshallen sind nach Coach McLendon benannt. Die CIAA John McLendon Hall of Fame, in der er selbst Mitglied ist und seit 2007 die John McLendon Minority Athletics Administrators Hall of Fame der National Association of Collegiate Directors (NACDA).
Gebäude
Zwei Sporthallen sind nach McLendon benannt. Zum einen die 1950 noch zu seinen Zeiten eröffnete Halle der NCCU Eagles, die wenige Jahre später den Namen Richard L. McDougalds erhielt, der 1991 um McLendons Namen erweitert wurde. Zum anderen jene Halle, die McLendon während seiner Zeit an der Cleveland State University vermisste, und die 1992 John McLendon Arena getauft wurde.
John McLendon Classic
Der John McLendon Classic ist seit 2016 Teil des Post Season—Turniers der College Insider—Website und soll die beiden Conferences repräsentieren, die in der NAIA die Historisch schwarzen Colleges und Universitäten vertrat. Dabei spielen zwei College-Teams, von denen mindestens eines die Mannschaft eines Historisch schwarzen Colleges oder einer Universität ist, um den Einzug in die zweite Runde des Turniers.
Preise
| - 1948 CIAA Coach of the Year - 1958 NAIA Coach of the Year - 1992 Men’s Outstanding Contributor to Basketball Award (Naismith Trophy) des Atlanta Tip-Off Clubs | - 1996 Chuck Rolinski / Tom „Buzzy“ O’Connor Award der Illinois Basketball Coaches Association - 1998 Distinguished Alumni Achievement Award der University of Iowa - 1998 Honor Roll Award der James Naismith Foundation |

Preise in McLendons Namen
- 1999 führte Isiah Thomas, der ein enges Verhältnis zu Coach McLendon hatte, den Coach Mac Award für Verdienste um den kanadischen Basketball ein, der inzwischen aber leider in Vergessenheit geraten ist.[60]
- Die Cleveland State University verleiht den John McLendon Award an Studenten, die McLendons Werte exemplarisch verkörpern.[61]
- Seit 2004 wird der John McLendon Award von der Chicago Public League Basketball Coaches Association verliehen für Coaches, die McLendons Tugenden von Integrität und Sportsgeist besonders vorbildlich verkörpern.[62][63]
- Die NACDA verleiht seit 2010 den John McLendon Pioneer Award an afroamerikanische Sportfunktionäre für Pioniertaten.[64]
- Das College Insider Tournament verleiht jährlich den John McLendon National Collegiate Coach of The Year Award.[65]

John McLendon Minderheiten-Postgraduierten-Stipendium
1998 initiierte Mike Cleary, Manager der Cleveland Pipers und Steinbrenner-Opfer wie McLendon, als Geschäftsführer der NACDA die McLendon-Stiftung. Neben dem Betrieb einer Hall of Fame für Sportfunktionäre verleiht diese Stiftung einen Preis für Pioniertaten und ein mit 10.000 $ dotiertes Stipendium für Angehörige von Minderheiten, die einen Master-Studiengang in Sportmanagement belegen. Geldgeber sind u. a. die American Football Coaches Association, die NABC, die NBA, die MLB, die NACDA, die NCAA, die Cleveland Cavaliers und Sears and Roebuck.

## John McLendon in Wort und Bild
Im Buch
2007 erschien eine umfassende Biographie von Milton S. Katz unter dem Titel Breaking through: John B. McLendon, Basketball Legend and Civil Rights Pioneer.
2015 veröffentlichte John Coy ein illustriertes Kinderbuch über das „Geheime Spiel“ unter dem Titel Game Changer: John McLendon and the Secret Game.
Im selben Jahr erschien The Secret Game: A Wartime Story of Courage, Change, and Basketball’s Lost Triumph von Scott Ellsworth.
Im Film
Außerdem existieren mehrere Film-Features über McLendon: 1995 erschien in Columbus, OH ein VHS-Band eines National Black Programming Consortiums produziert von der Tom Sweeney Productions Group und Paul Rae & Associates mit dem Titel A League of His Own. The John McLendon Story. Die OCLC-Nummer ist 38873748. Die Videographie besorgte Ron Mounts und den Schnitt Jeff Polen. Allen Davis war der Erzähler.
Im Fernsehen lief am 1. April 1997 ein 21-Minuten-Beitrag über das „Geheime Spiel“ auf ABC-News Nightline unter dem Titel America in Black and White: The Secret Game.
In der ESPN-Dokumentation Black Magic von Dan Klores, unter anderem erzählt von Samuel L. Jackson, sind weite Teile John McLendon gewidmet.
2016 kam das auf Milton S. Katz’ Biographie basierende Projekt „The Forgotten Coach – The John McLendon Story“ als Fast Break: The Legendary John McLendon endlich als Film heraus.
In naher Zukunft ist eventuell mit einer Verfilmung des Ellsworth-Buches The Secret Game zu rechnen, da Legendary Pictures, die bereits die Jackie-Robinson-Story verfilmt haben, die Filmrechte erworben haben.

## Familie
McLendon heiratete 1937 das erste Mal. Er war 16 Jahre mit Alice Hultz verheiratet und hatte mit ihr zwei Kinder, John III (1939–1997) und Querida (* 1941). Mit seiner zweiten Frau Ethel Richards blieb er zwischen 1954 und 1966 verheiratet. Seine letzte Frau Joanna Owens Bryant traf er 1967 in Cleveland und heiratete sie 1969. Sie brachte zwei Kinder mit in die Ehe, Nanette (* 1949) und H. David (* 1950).